# Nemški križ
Nemški križ (nemško Deutsches Kreuz) je bilo vojaško odlikovanje Tretjega rajha.

## Pomen in izgled odlikovanja
Odlikovanje je ustanovil Adolf Hitler 28. septembra 1941, po pomembnosti pa je sodil nad Železni križec prvega razreda in pod Viteški križ železnega križa. Podeljevan je bil v dveh barvah, srebrni in zlati, med seboj pa sta se ločila po vencu okoli svastike. Nemški križ v srebru je bilo odlikovanje za zasluge in je bil po pomembnosti nad vojnim zaslužnostnim križcem z meči, zlat nemški križ pa je bilo odlikovanje za hrabrost. Kriteriji za podelitev obeh odlikovanj so bili podani 2. oktobra 1941. Križ je oblikoval profesor Klein iz Münchna.
Odlikovanje samo je po obliki sodilo bolj med zvezde kot med križce, saj je bila na sredini srebrne osemkrake zvezdaste podlage znotraj lovorjevega venca, na katerem je bila na dnu vtisnjena letnica ustanovitve (1941), črna »sončna svastika« (svastika zasukana za 45º) na beli emajlirani podlagi. Odlikovanje je bilo konkavne oblike in je imelo premer 65 mm, nosilo pa se je na desnem žepu tunike, srajce ali jopiča. V primeru, da je imel nosilec podeljeni obe odlikovanji ju je smel nositi na uniformi hkrati, zlati križ pa je moral biti nad srebrnim. Na mornariških uniformah, ki niso imele žepa je moral biti križ nameščen 12 centimetrov pod nacionalnim simbolom. Na zadnji strani odlikovanja so bile štiri ali šest zakovic (odvisno od proizvajalca), s katerimi je bil na zvezdo pritrjen venec. Nad zgornjo zakovico je pritrjena igla za zapenjanje, pod spodnjo pa mehanizem za zavarovanje igle.
Prejemnik je odlikovanje prejel v škatlici iz črnega umetnega usnja. Odlikovanje je ležalo na črni žametni podlagi, podloga pokrova pa je bila bel saten. Pokrov škatle je bil obrobljen z 1 mm široko črto v barvi podeljenega križa. Skupaj z odlikovanjem je prejemnik dobil dokument z imenom in priimkom, datumom in enoto, ki ji je pripadal ter podpisom feldmaršala, ki je odlikovanje podelil. 
Odlikovanje je bilo sprva izdelano samo iz kovine, kasneje pa so se pojavile tudi na blagu izvezene verzije, za nošenje na bojni uniformi. Avtorizacija izdajanja izvezenega odlikovanja na podlagi iz blaga je bila izdana 5. junija 1942. Podlaga, na katero je bilo odlikovanje izvezeno je bila odobrena v treh različicah, odvisna pa je bila od tega, kateremu rodu vojske je bila namenjena. Tako so obstajali križi na letalsko modri, mornariško modri in sivi podlagi.
Leta 1942 je Hitler izdal ukaz o ustanovitvi tretje stopnje tega odlikovanja, nemški križ v zlatu z briljanti, ki naj bi po pomembnosti presegal viteški križ, a bi bil manj pomemben od hrastovih listov k viteškemu križu. Prototip je izdelal münchenski draguljar Peter Rath, kasneje pa naj bi bilo izdelanih še okoli 20 primerkov tega odlikovanja, ki pa ni bilo nikoli uradno podeljeno. Izdelava enega takega križa naj bi stala 2800 takratnih Reichsmark.
Izdelanih je bilo več zlatih kot srebrnih verzij odlikovanja, zaradi česar so srebrni križi med zbiralci danes veliko bolj cenjeni. Leta 1957 so Nemci sprejeli zakon, s katerim so uredili nošenje medalj iz časa Tretjega rajha. Tako so od takrat naprej prejemniki Nemškega križa le-tega na podlagi dokumenta podeljenega odlikovanja smeli nositi denacificirano verzijo križa.

## Podeljena odlikovanja
Nemški križ se je podeljeval tako pripadnikom Wehrmacht kot tudi drugim uniformiranim enotam (policija, železničarji, ...) Na splošno je veljalo, da se je moral posameznik izkazati od šest do dvanajstkrat z zaslugami, ki so zadostovale za podelitev železnega križca prve stopnje ali vojnega zaslužnega križca, da bi se mu podelil nemški križ. 
Prvih 38 odlikovanj je bilo podeljenih 18. oktobra 1941, ni pa popolnoma jasno koliko odlikovanj je bilo med celo vojno podeljenih. Literatura iz 1970. let navaja, da naj bi bilo podeljenih okoli 30.000 križev obeh verzij. Med prvimi prejemniki Nemškega križa so bili: 
- podpolkovnik Hans Källner
- nadporočnik Georg Grüner
- nadporočnik Hans-Henning Freiherr von Wolff

Kasneje so zgodovinarji prišli do ugotovitve, da je bilo podeljenih 24.204 nemških križev v zlatu. Podeljeni naj bi bili tako:
- Wehrmacht - 14.639
- Kriegsmarine - 1.481
- Luftwaffe - 7.248
- SS in policija - 822 (vsi pripadniki Waffen-SS, ki so prejeli Nemški križ so hkrati dosegli kriterij za podelitev SS prstana z mrtvaško glavo)
- Tuji državljani - 14

Nemški križ v srebru naj bi prejelo 1.114 pripadnikov:
- Wehrmacht - 874
- Kriegsmarine - 105
- Luftwaffe - 65
- SS in policija - 70

Med prejemniki ni bilo nobene ženske.

## Izdelovalci
Odlikovanje je skozi vojno izdelovalo veliko podjetij, ki so bila vsa pod državnim nadzorom in so imela svoje razpoznavne številke, ki so jih vtisnili na zadnjo stran odlikovanja, kar ni bilo obvezno, zato nekateri križi niso označeni. Med znanimi proizvajalci križa so:
| Številka | Podjetje           | Kraj                 |
| 1        | Meyer & Franke     | Luckenwalde          |
| 4        | Karl Gutenkunst    | Oraniensburg         |
| 20       | Gustav Emil Ficker | Beierfeld            |
| 21       | Paul Meybauer      | Berlin-Waidmannslust |
| 134      | ?                  | ?                    |